# Guanghua si
Guanghua si (Klasztor Szerzącej się Transformacji, chiń. upr. 广化寺; chiń. trad. 廣化寺; pinyin Guǎnghuāsì) – chiński klasztor, jeden z najbardziej wpływowych klasztorów chińskich.

## Historia klasztoru
Klasztor został wybudowany w roku 558. Następnie został poważnie rozbudowany w przedostatnim roku panowania południowej dynastii Chen, czyli w 588 roku. Jest położony u stóp góry Feniksa (凤凰山, Fenghuangshan), około dwa kilometry na południe od miasta Putian, w prowincji Fujian. Jest także znany jako Nanshan Guanghuasi (南山广寺, Klasztor Guanghua Południowej Góry). Powierzchnia klasztoru przekracza 32000 metrów kwadratowych, czyli około 33 hektarów.
Po wybudowaniu klasztoru jego pierwszym opatem był mnich Jinxian i klasztor nosił nazwę Jinxian (金仙庵). W 589 roku klasztor został rozbudowany pod kierunkiem opata Shanwuweia (善无畏). Klasztor zmienił także swoją nazwę na Jinshan (金仙寺). W 711 roku (2 roku okresu jingyun dynastii Tang), cesarz Ruizong zmienił nazwę klasztoru na Lingyan (灵岩寺). Nazwa ta została wykaligrafowana przez kaligrafa Liu Gongquana. W okresie panowania dynastii Song cesarz Taizong (pan. 976–997) zmienił nazwę na Guanghua.
Klasztor był odnawiany zarówno w okresie Tang jak i Song.
Największego rozkwitu klasztor doczekał się w okresie dynastii Song. Zarządzał on wtedy 10 instytutami i 120 klasztorami żeńskimi. W klasztorze przebywało ponad 1000 mnichów i mniszek.
Klasztor uległ pożarowi w czasie wojny w 1341 roku w okresie dynastii Yuan (1271–1368). Stopniowo przywracano go do dawnej świetności, co zakończono w okresie dynastii Ming (1368–1644). Ponownie został zniszczony w roku 1592.
W czasie panowania dynastii Ming i Qing klasztor był parokrotnie odnawiany. W drugiej połowie XVII wieku uległ poważnym przebudowom. Cesarz Kangxi nakazał w 1692 roku przeprowadzenie kompleksowej odbudowy klasztoru i połączenia go z pobliskim klasztorem Fahai (法海寺).
W 1886 roku z klasztoru pozostał jedynie Pawilon Awalokiteśwary i dwaj mnisi.
W 1890 roku Shanhe przejął klasztor i rozpoczął program jego odbudowy. Odbudowano wówczas m.in. takie budynki jak Budynek Mahawiry, Budynek Medytacji, Budynek Opata i Budynek Brahmacarya. Mistrz Benru wybudował Pawilon Sutr, gdy w 1910 roku cesarz Puyi podarował klasztorowi 7000 zwojów sutr. W 1933 roku odbudowano Pawilon Awalokiteśwary oraz Budynek Niebiańskich Królów. Zasadniczo, większość budynków dzisiejszego klasztoru została odbudowana w okresie panowania cesarza Guangxu (光緒), przedostatniego cesarza chińskiego.
Do 1949 roku zostało wybudowanych przez mnichów z Guanghua wiele klasztorów w różnych krajach południowo-wschodniej Azji. Obecnie klasztor ma siedem filialnych świątyń na Półwyspie Malajskim i w Indonezji.
W 1949 roku w klasztorze przebywało około 60 mnichów. W 1965 roku było ich 57. Wybuch "rewolucji kulturalnej" w 1966 roku odbił się na losach klasztoru. Został on wtedy siłą zamknięty, a mnichów przepędzono. Zniszczono wiele rzeźb buddyjskich, a klasztor zamieniono na fabrykę.
Pod koniec lat 70. XX wieku mistrz Yuanchan (圆禅法师) z klasztoru Yechengguang (椰城广化寺) w Indonezji razem z innymi Chińczykami z zagranicy rozpoczęli wspieranie finansowe Guanghua si.
W lutym 1980 roku zawiązał się komitet na rzecz odbudowy klasztoru, który zaczął zbierać pieniądze na odbudowę klasztoru, głównie w krajach zamorskich. W grudniu 1980 roku rozpoczęto prace rekonstrukcyjne pod kierunkiem mistrza Yuanzhou (圆拙老法师). W 1983 roku opatem klasztoru został mnich Yiran (毅然法师) i wtedy też prace restauracyjne zaczęły być prowadzone bardzo intensywnie. W tym też roku klasztor stał się jednym z Regionalnych Klasztorów Chińskiego Buddyzmu (汉族地区全国重点寺院) a mistrz Yuanzhou założył w nim Buddyjską Akademię Prowincji Fujian (福建佛学院). Yiran został zastąpiony w 1990 roku przez mnicha Xuechenga (学诚法师).
Latem 1996 roku przy współpracy Chińskiego Związku Buddyjskiego przeprowadzono 108-dniowe odosobnienie dla 300 mnichów nowicjuszy.
W 2010 roku w klasztorze mieszkało około 250 mnichów.
Obecnie klasztor jest otwarty dla zwiedzających 1 i 15 dnia każdego miesiąca księżycowego.
Obok takich klasztorów jak Kaiyuan w Quanzhou i Nanputuo w Xiamen świątynia Guanghua jest uważany za jedną z czterech wielkich świątyń prowincji Fujian.

### Ostatni opaci
- 1979–1986, Czcigodny Mistrz Yuanzhou (圆拙法师)
- 1986–1990, Mistrz Yiran (毅然法师)
- 1990–obecnie, Mistrz Xuecheng (学诚法师)

## Obiekty architektoniczne i inne

### Struktura klasztoru
Budowa klasztoru wykorzystuje krzywizny góry, na której jest zbudowany. Klasztor jest zwrócony na stronę południową. Zajmuje powierzchnię 32000 metrów kwadratowych, przy czym powierzchnia budynków to 16000 metrów kwadratowych. Kamienna ściana klasztoru mierzy ponad kilometr długości. Teren wznosi się do 63 metrów. Przed klasztorem znajdują się dziesięciometrowe kamienne schody mające 199 stopni.
Obiekty zaaranżowane są wokół centralnej osi (wschód-zachód)) długiej na około 385 metrów: mur, Górska Brama, Staw Odrodzenia, Budynek Niebiańskich Królów, Budynek Wielkiego Bohatera, Biblioteka, Budynek Śpiącego Buddy (Wofo). Jest Kluczowym Kulturalnym Kompleksem Zabytkowym i obiektem chronionym przez rząd prowincji.
Główne obiekty klasztoru:
- Łuk Pamiątkowy (牌坊)
- Fangsheng Pool (放生池) (Staw Odrodzenia)
- Gaoshanmen (高山门/高山門) (Wysoka Górska Brama)
- Tianwang (天王殿) (Budynek Niebiańskich Królów)
- Mahavira (大雄宝殿) (Budynek Wielkiego Bohatera lub Śakjamuniego)
- Fatang (法堂) (Budynek Buddy)
- Jialan Palace (伽藍殿/伽蓝藍) (Budynek Sangharamy)
- Sanzangtian (三藏殿) (Budynek Tripitaki)
- Dizangpusatian (地藏菩萨殿) (Budynek bodhisattwy Ksitigarbhy)

### Obiekty architektoniczne
- Pagoda Śakjamuniego

Stoi po wschodniej stronie klasztoru i została prawdopodobnie zbudowana w 1165 roku. Jej wysokość sięga 36 metrów. Jest to budowla pięciokondygnacyjna, sześciokątna i odbiega wyglądem od innych pagód prowincji Fujian. Wewnątrz znajdują się schody na tyle szerokie, że można wyjść na szczyt i zejść bardzo wygodnie. Jest wybudowana w stylu naśladującym drewniane pagody. Pagoda zawiera wiele rzeźbionych elementów. Mimo licznych trzęsień ziemi stoi nienaruszona.
Pierwsza kondygnacja ma drzwi po stronach wschodniej i zachodniej, natomiast pod stronach północnej i południowej znajdują się nisze z posągami Buddy. Po obu stronach drzwi i nisz są wyrzeźbione wyobrażenia uczniów buddyjskich, bodhisattwów, arhatów oraz Ānandy i Mahakaśjapy - dwóch głównych uczniów Buddy.
Od drugiej do piątej kondygnacji drzwi znajdują się na każdej z czterech stron, a nisze na pozostałych. Po obu stronach drzwi wyrzeźbione są wyobrażenia niebiańskich strażników, natomiast pod obu stronach nisz wyrzeźbiono wyobrażenia bodhisattwów.
- Budynek Mahawiry (chiń. Daxiong)

Jest to główny budynek klasztoru określany jako Budynek Wielkiego Bohatera czyli Buddy Śakjamuniego. Ten 22-metrowej długości budynek stoi na podstawie mierzącej 2.7 metra. Powierzchnia budynku liczy 837 metrów kwadratowych. Wewnątrz znajduje się posąg Śakjamuniego o wysokości 5.8 metra, co czyni go najwyższym posągiem Buddy w prowincji Fujian.
- Po lewej stronie znajduje się pawilon Bodhisattwy Współczucia (chiń. Guanyinpusa, skt. Awalokiteśwara), który zawiera jej posąg 8-metrowej wysokości.
- Po stronie prawej znajduje się nowo wybudowany Budynek Ksitigarbhy.
- Po obu stronach Stawu Odrodzenia, przeznaczonego uwalnianiu więzionych zwierząt, stoją Wieża Dzwonu i Wieża Bębna oraz Budynki Arhatów.
- Przed Budynkiem Niebiańskich Królów znajdują się dwie kamienne rzeźby z 1065 roku, 3-metrowej wysokości. Jedna z nich ma wyryty tekst dharani (chiń. Tuoluoni). Jest on rzadko spotykanym materiałem do studiowania tłumaczeń z sanskrytu i relacji pomiędzy tym językiem a lokalnym dialektem.

## Adres klasztoru
- Guanghuasi, 31 Ya’er Hutong, Xicheng District, Putian, Fujian, China

## Galeria

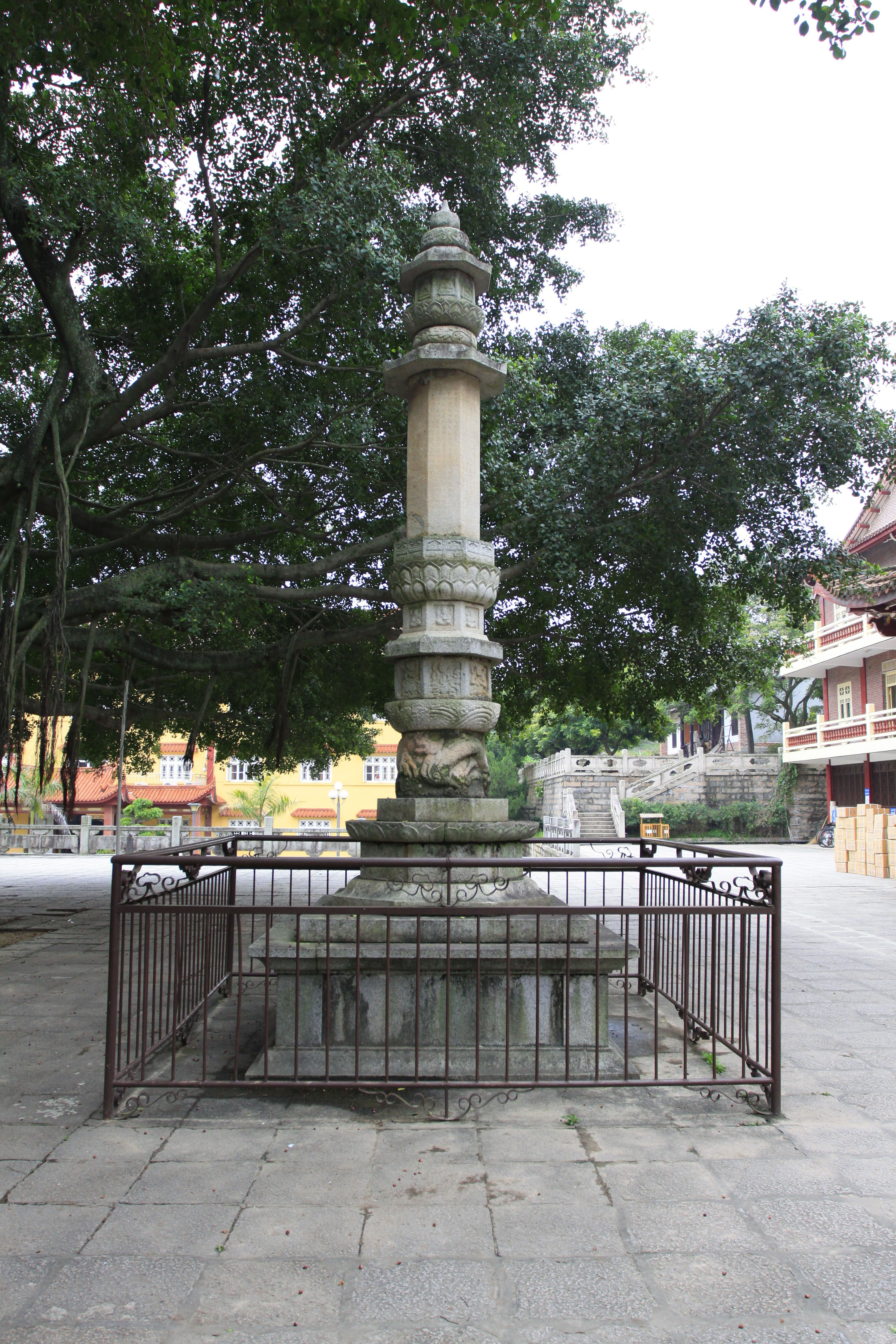
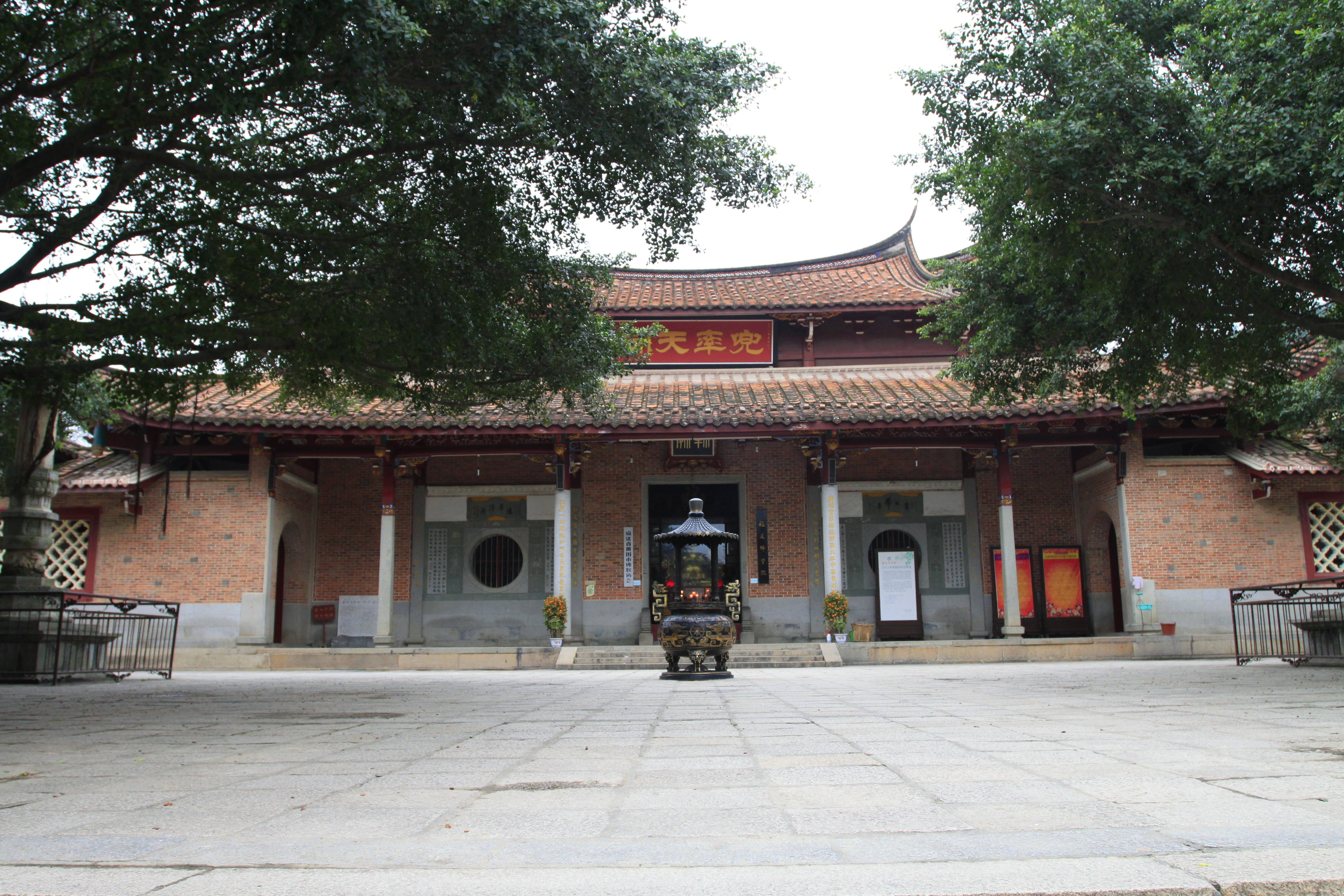
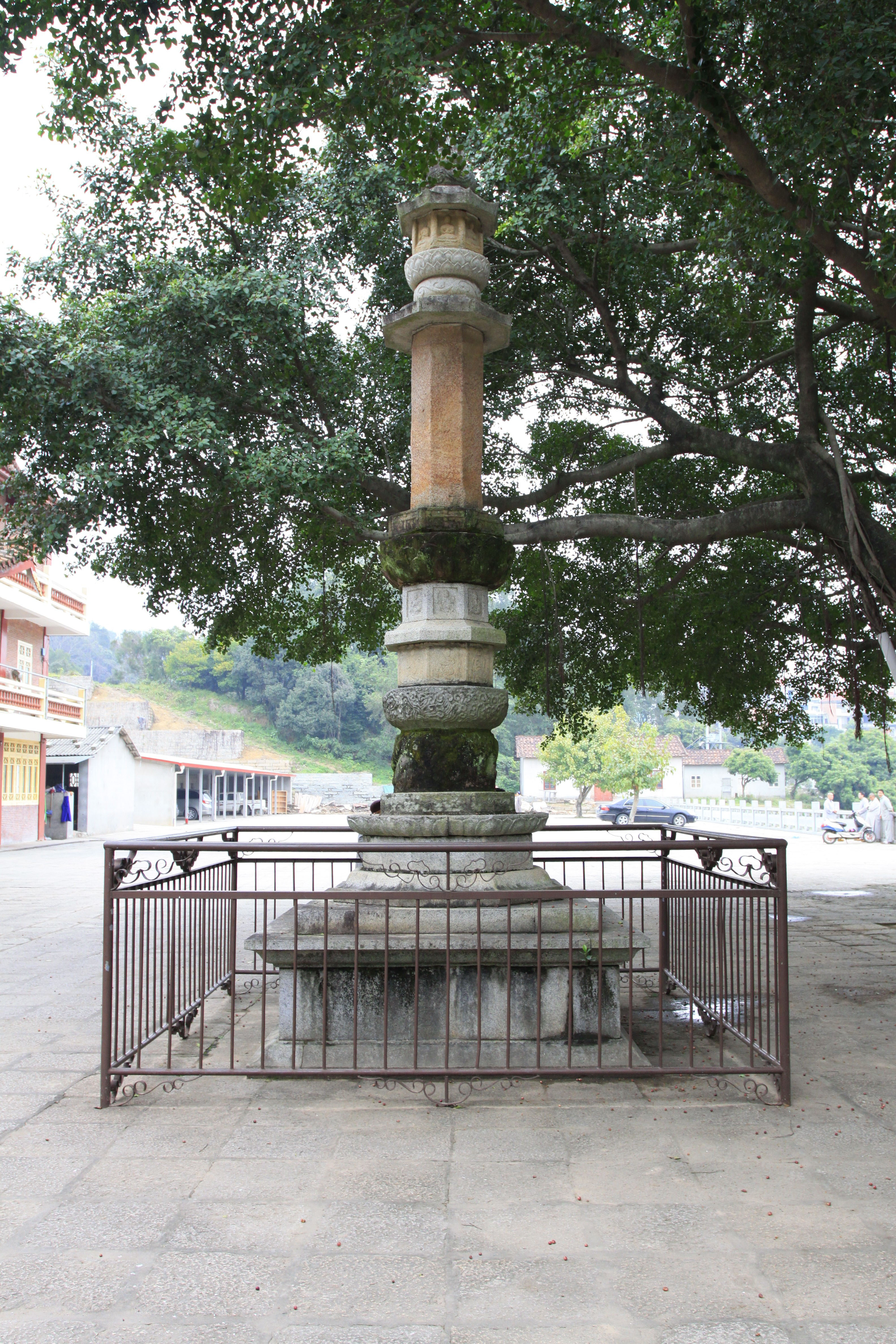
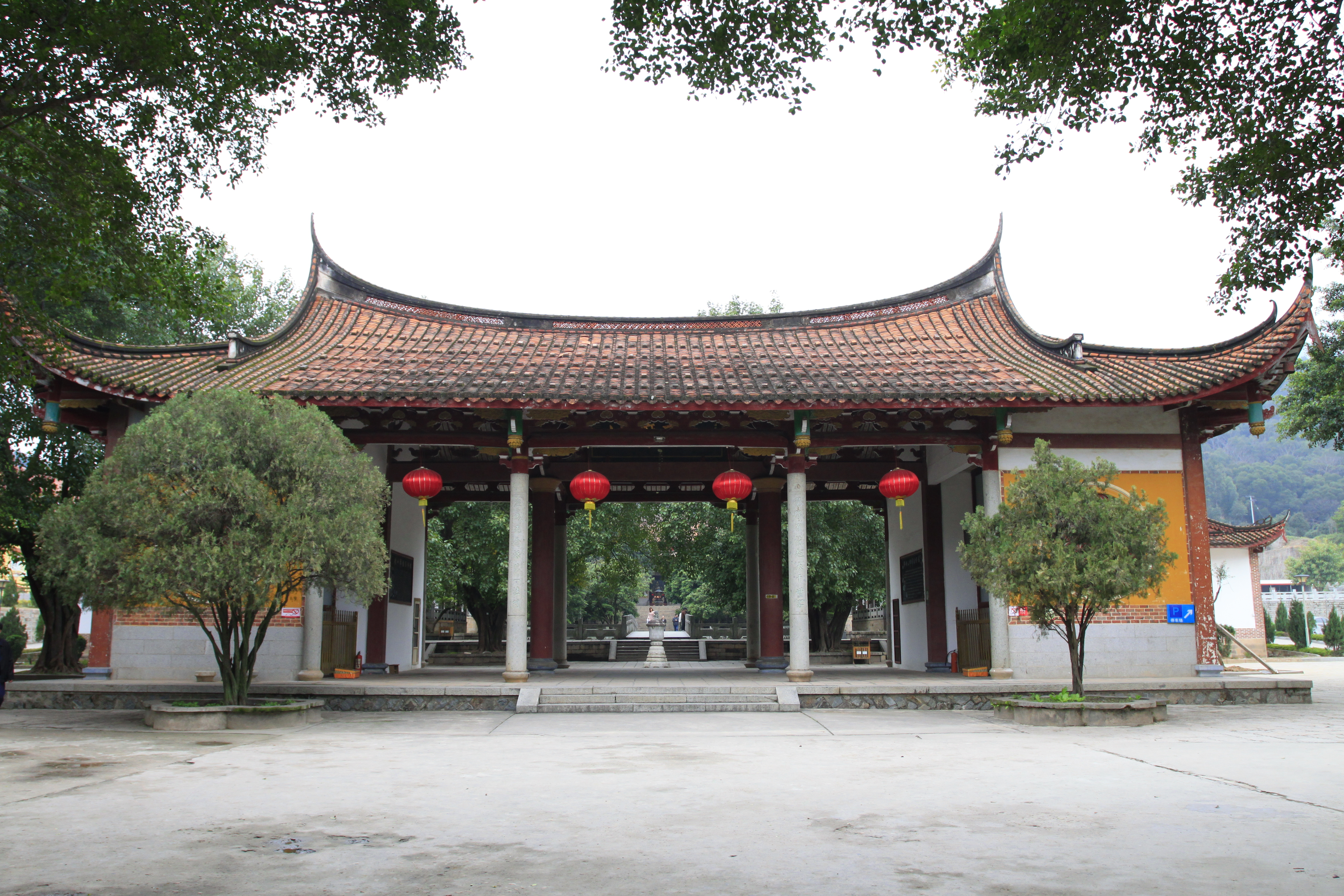
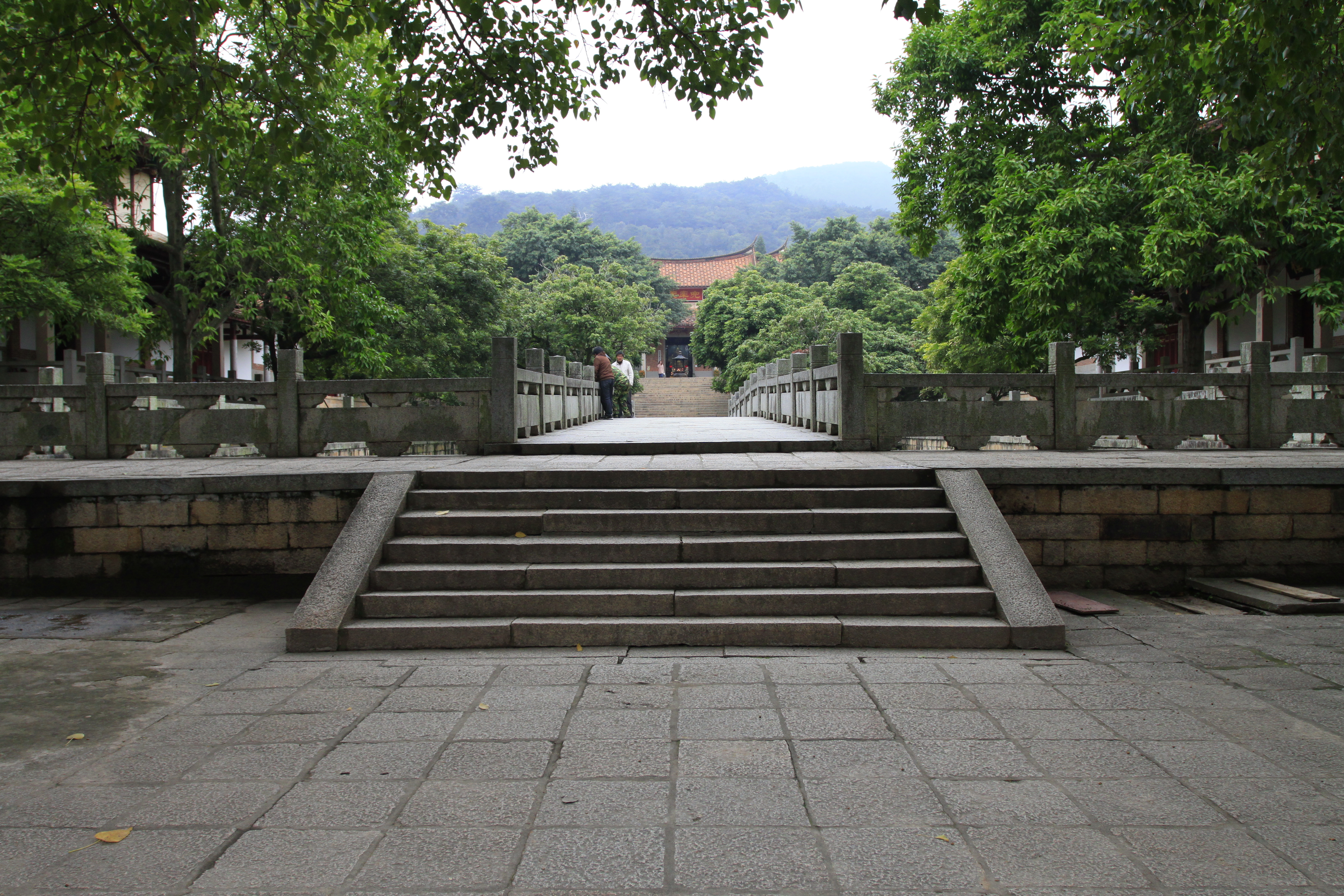
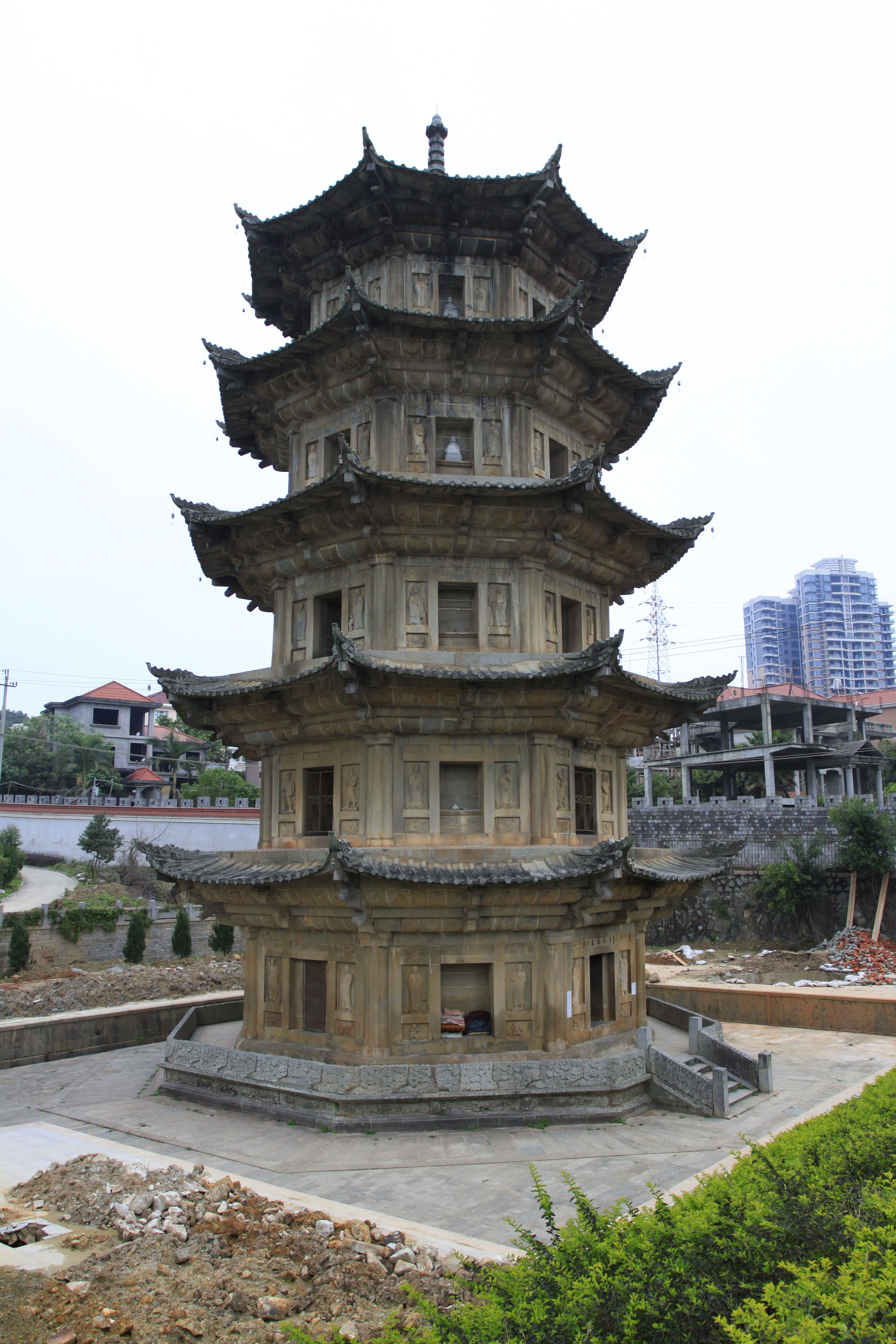
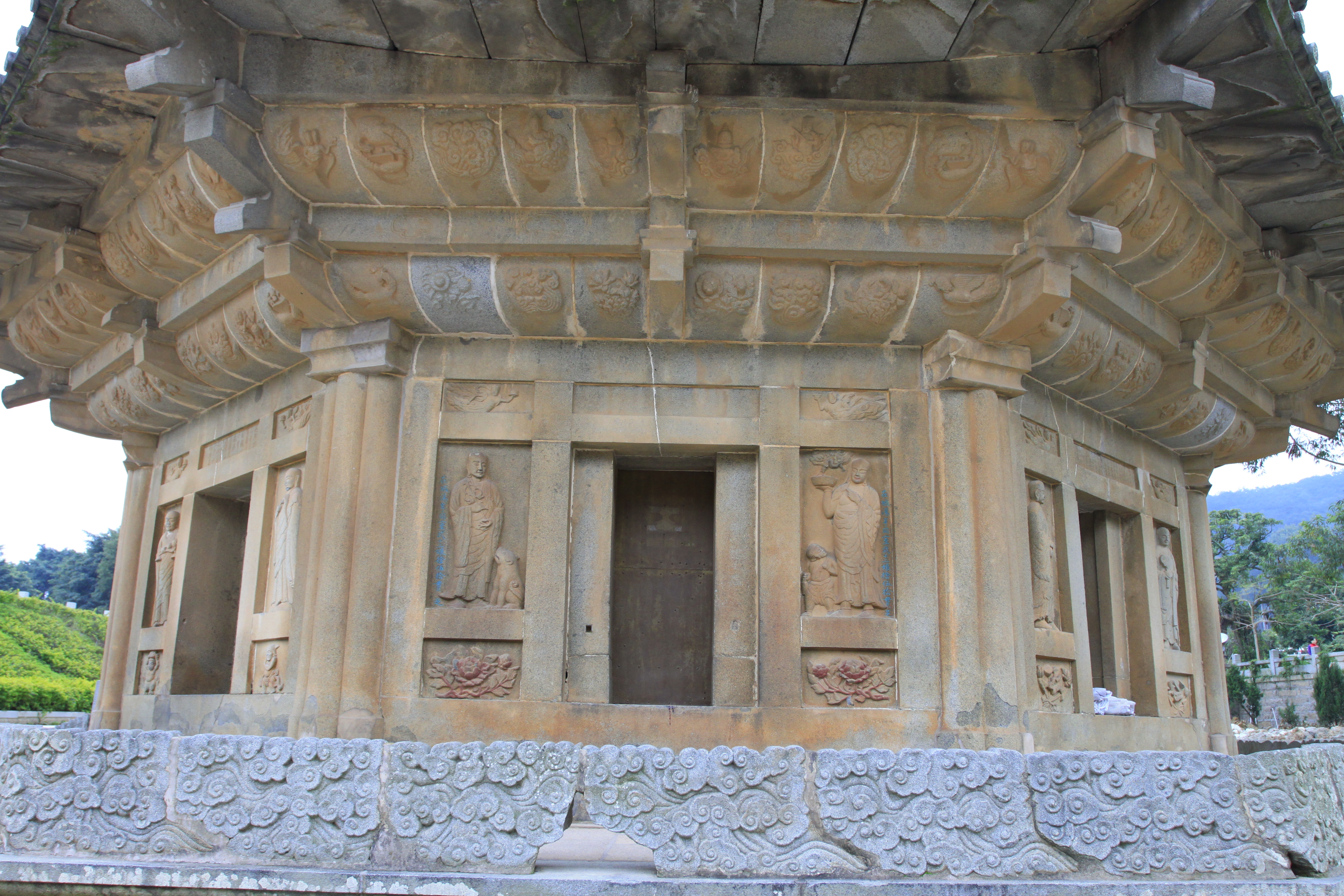
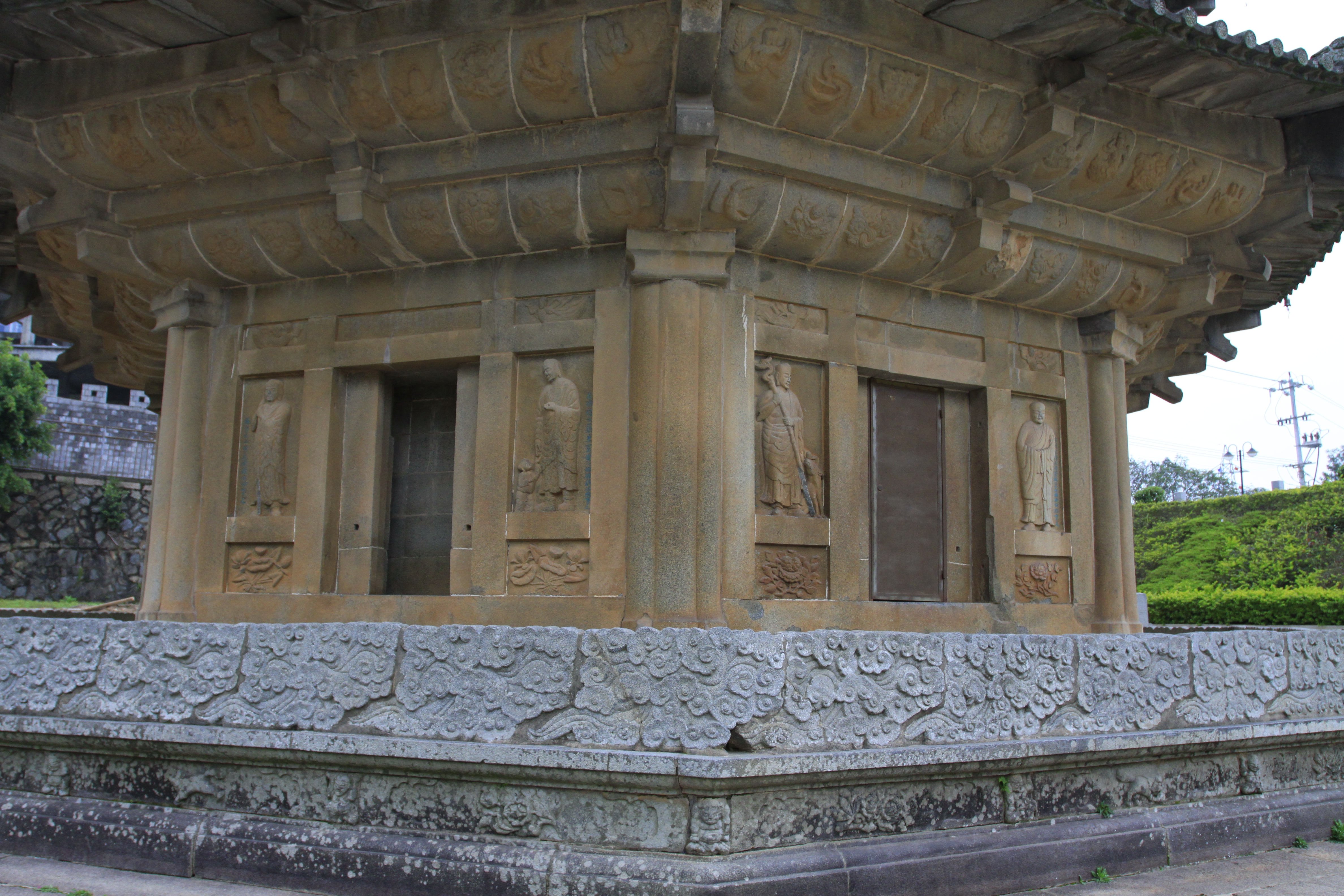
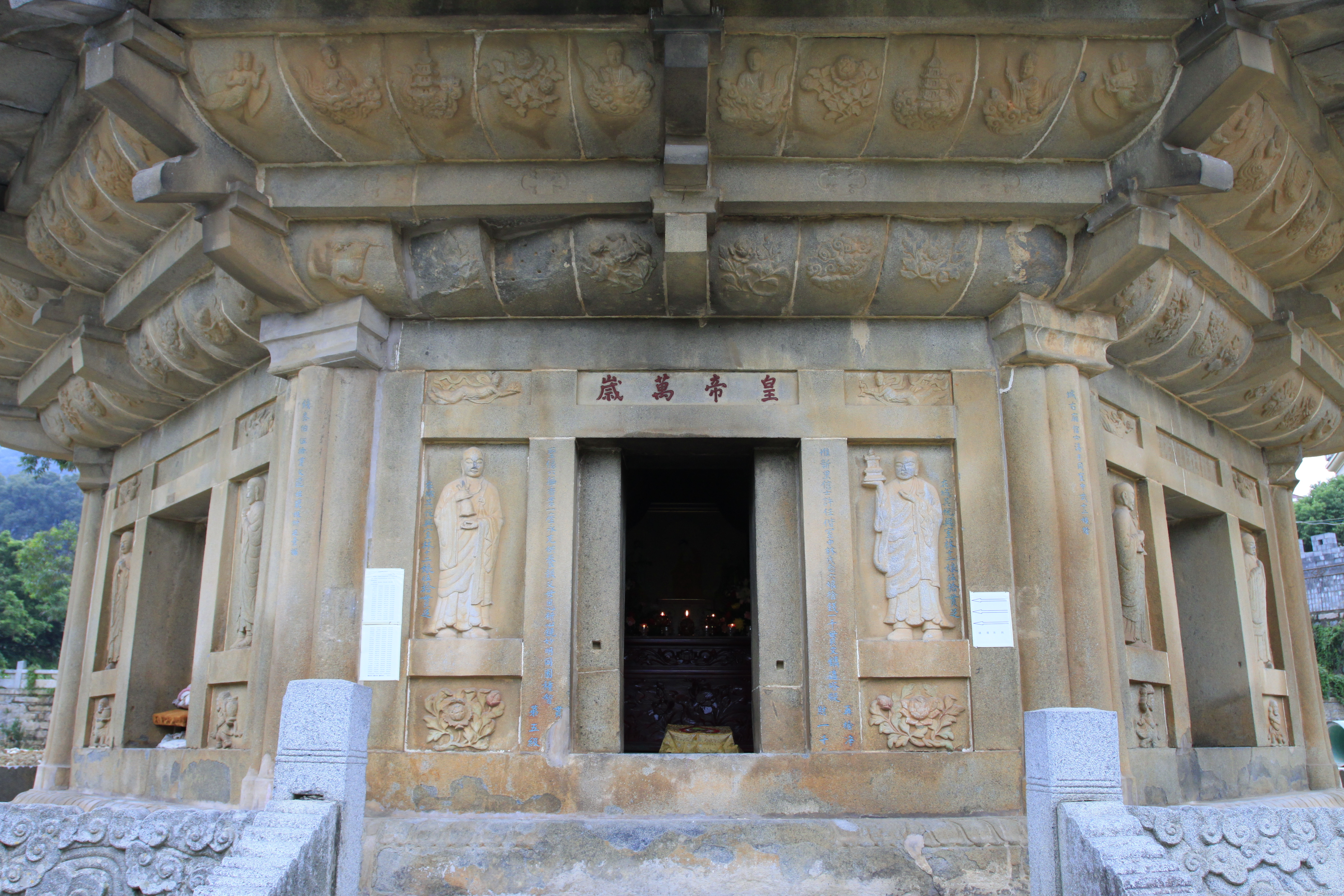
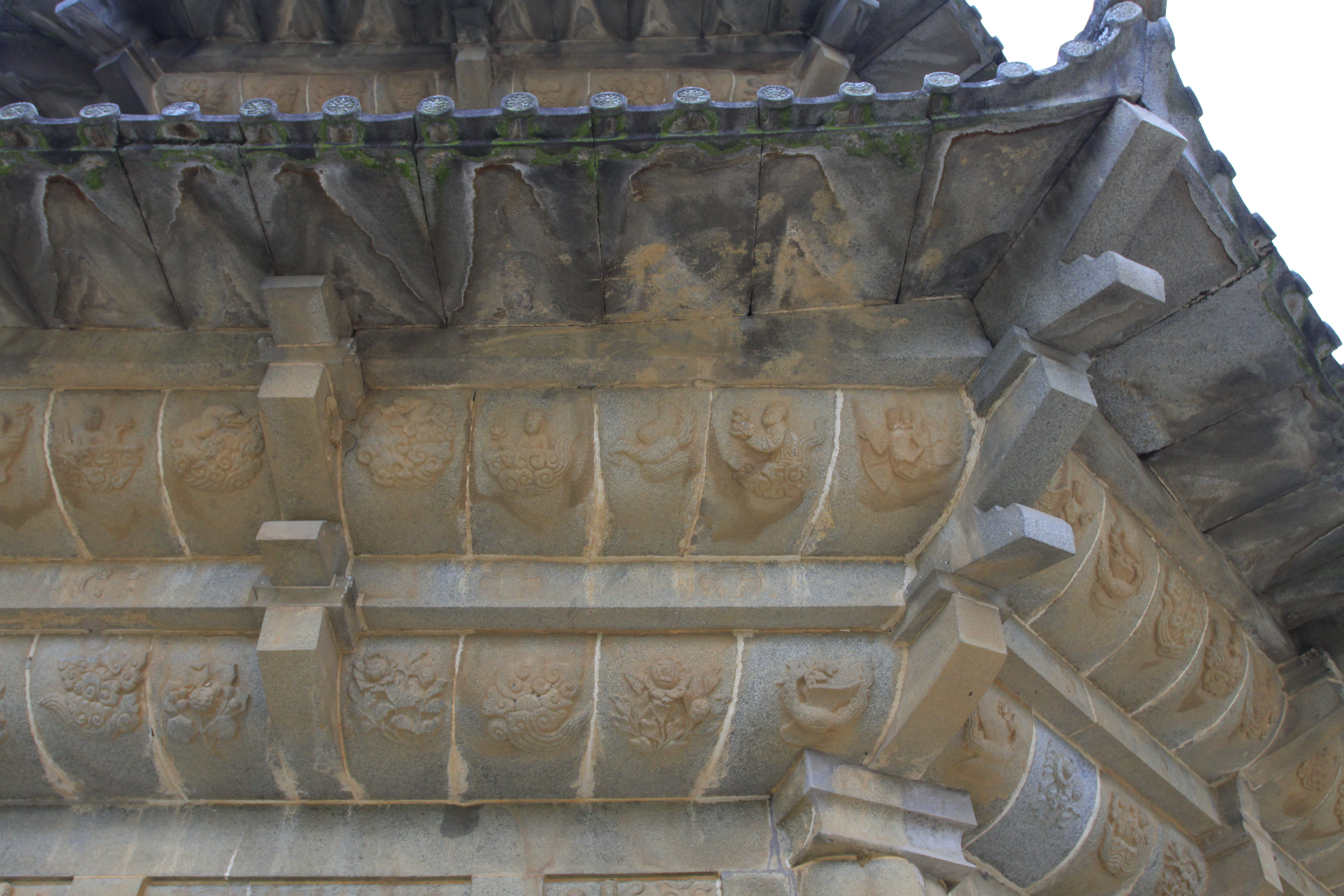
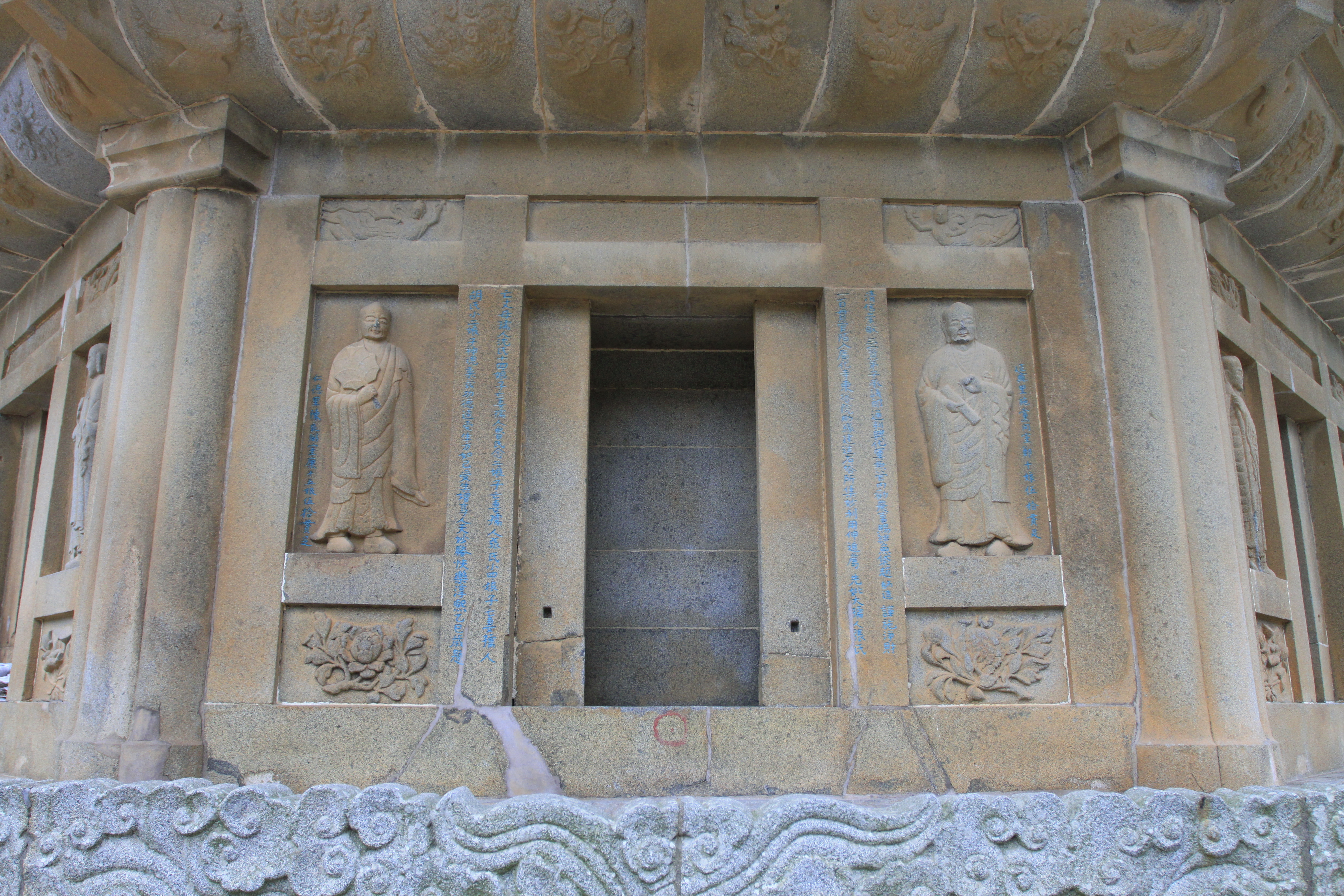
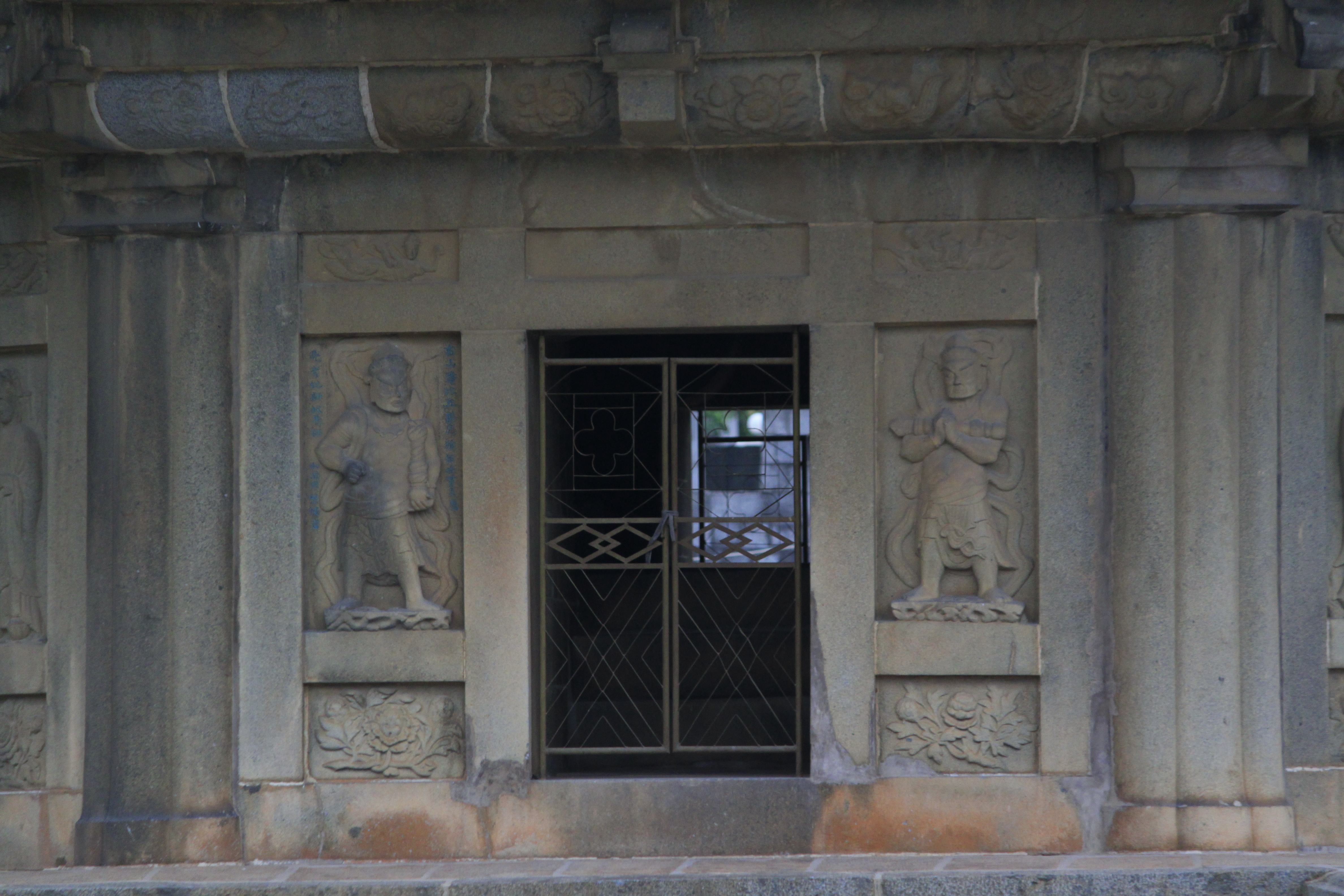
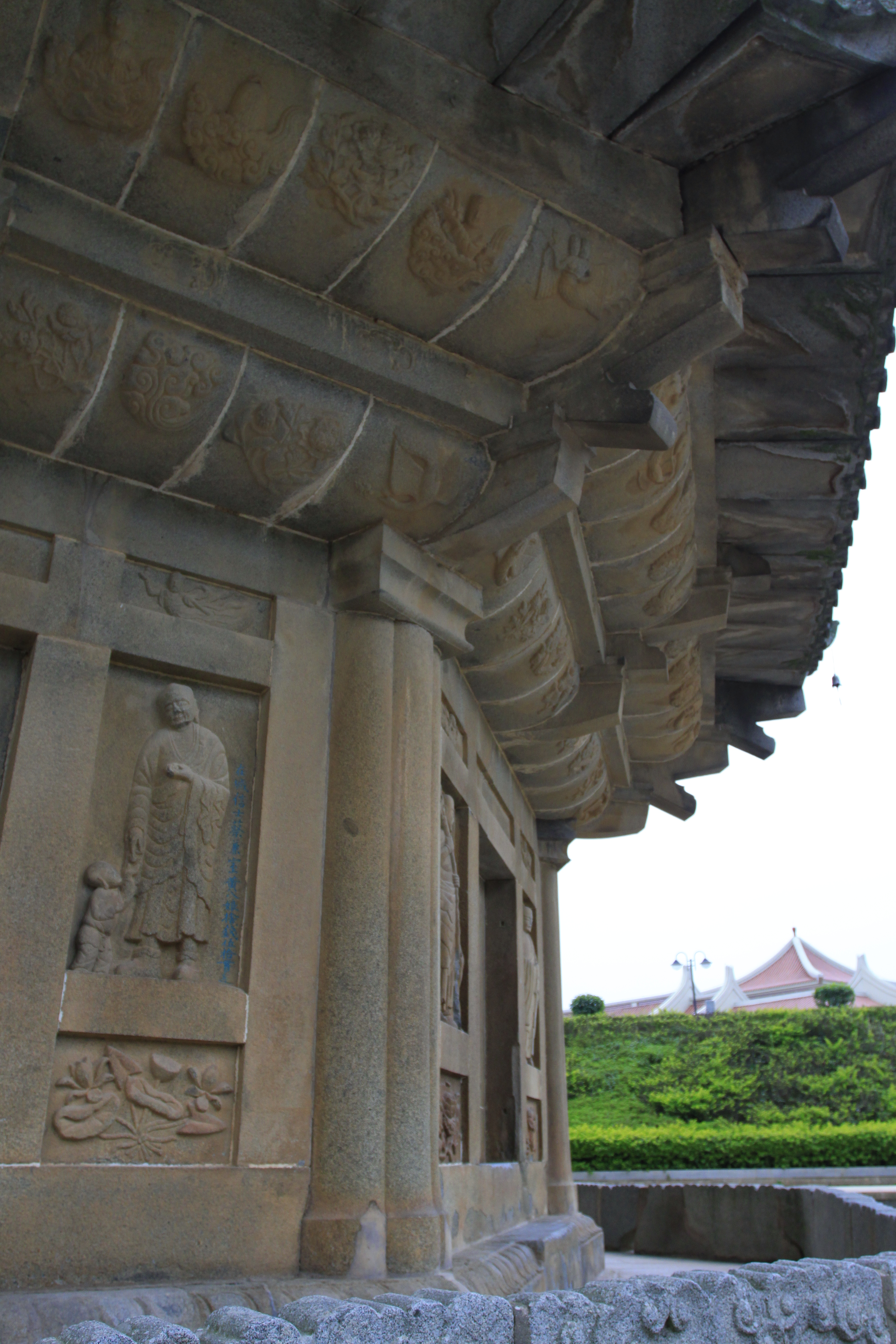
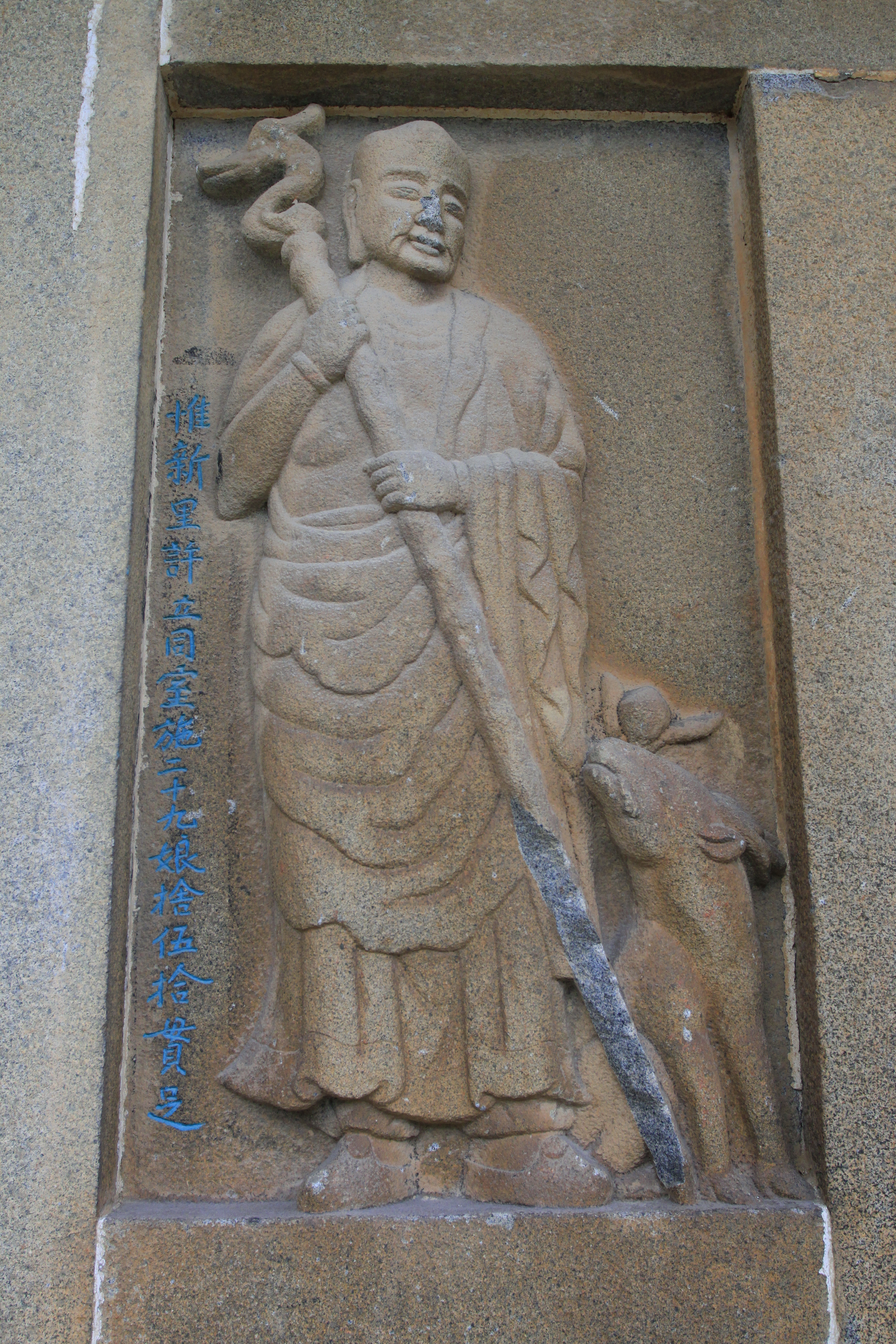
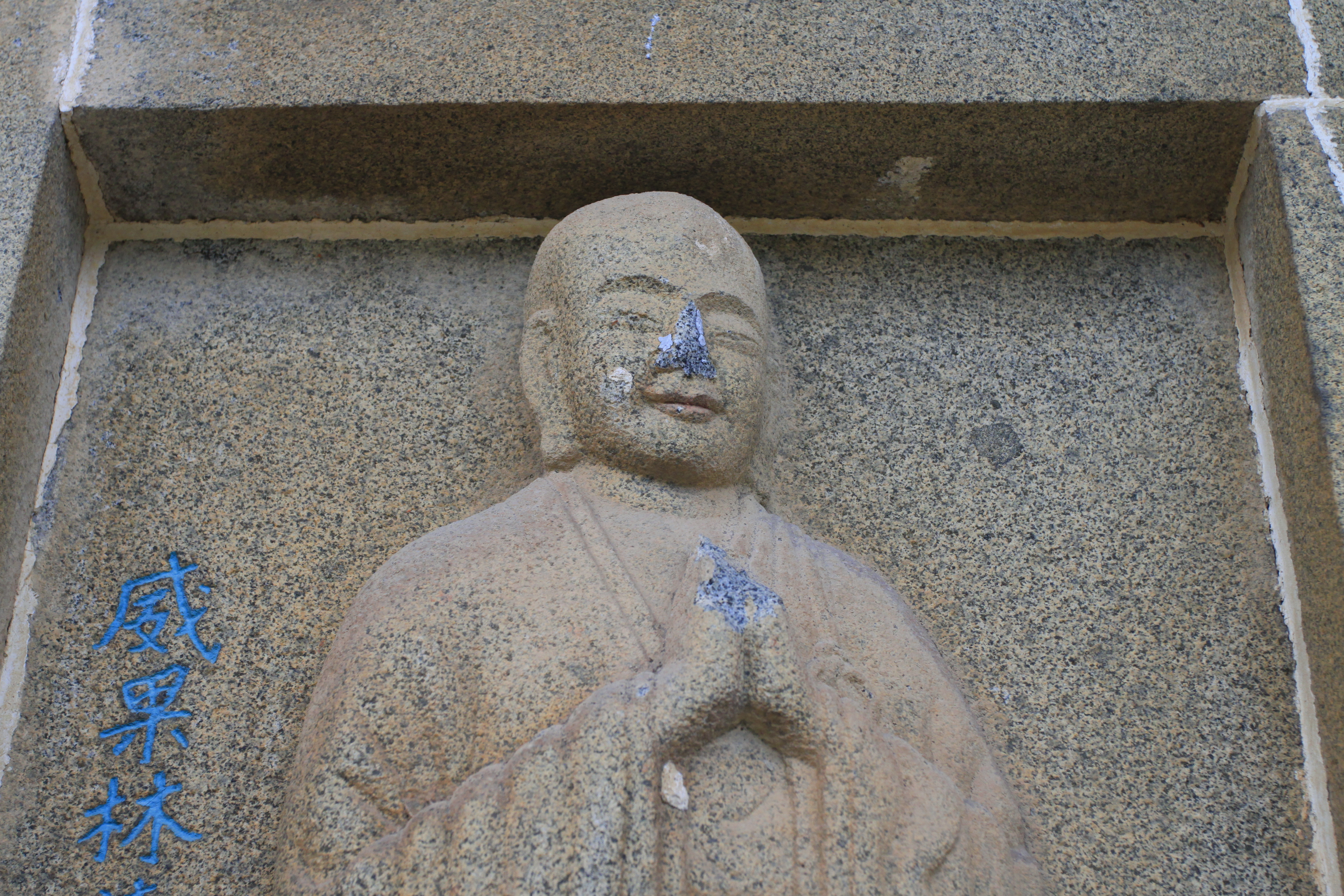
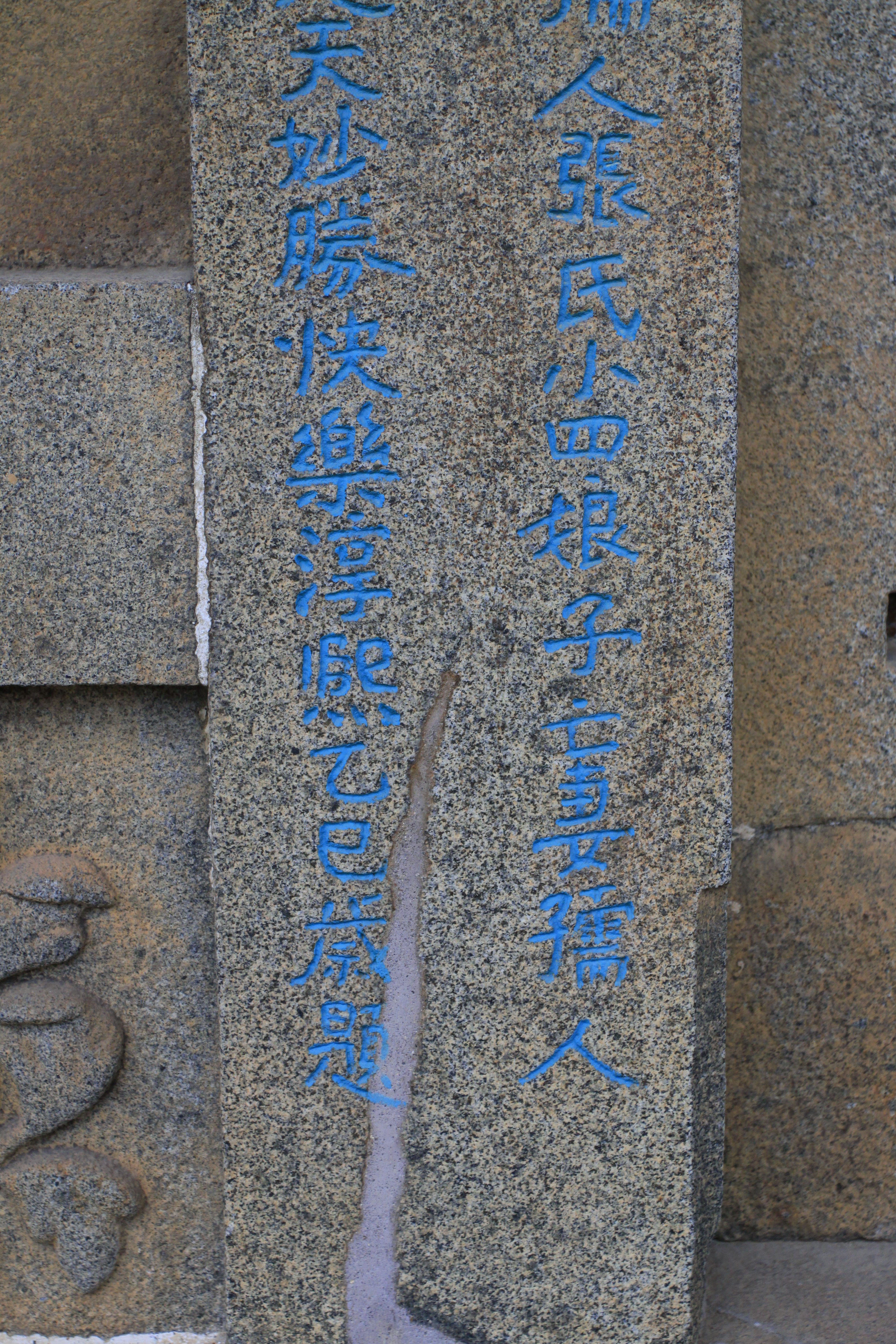
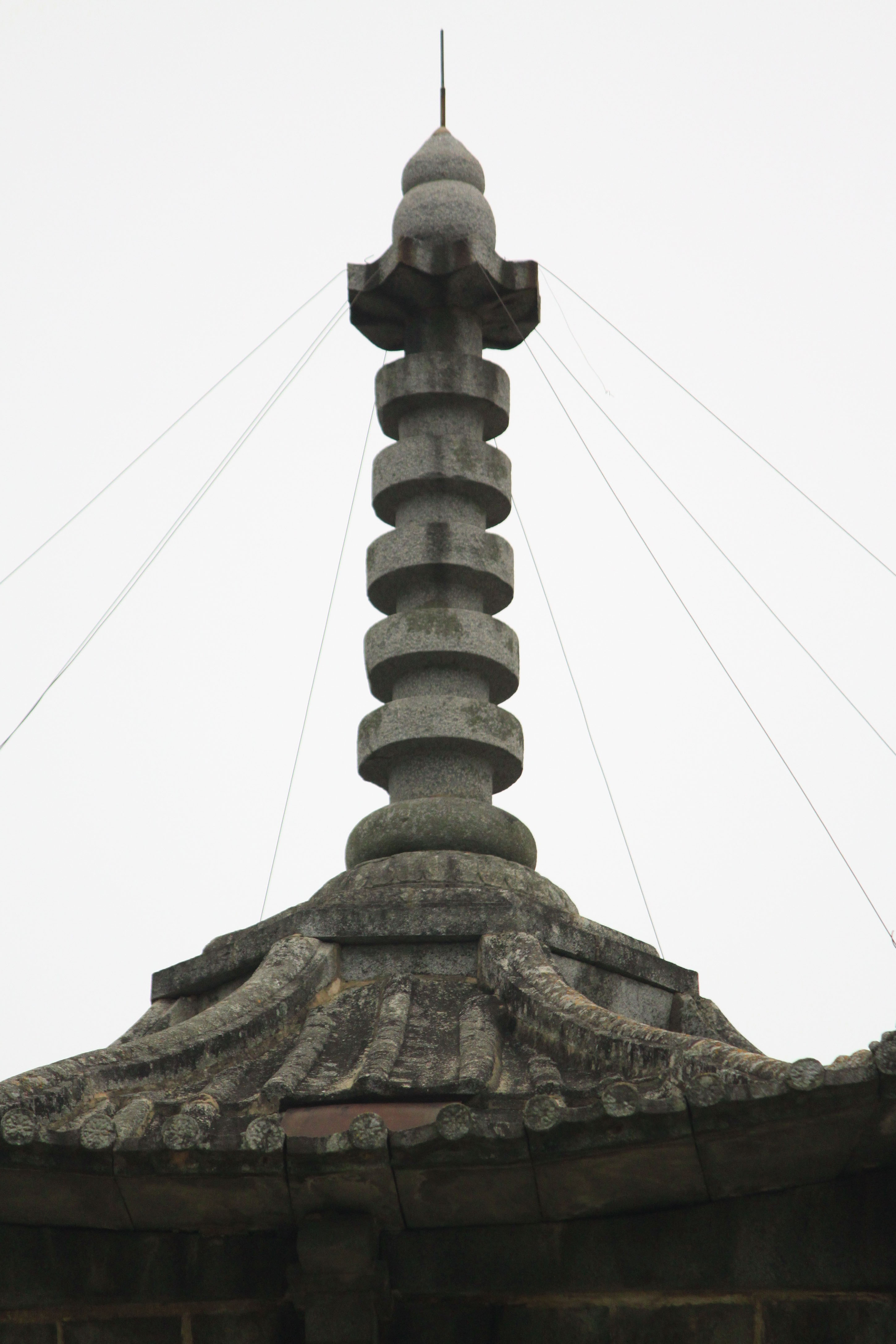
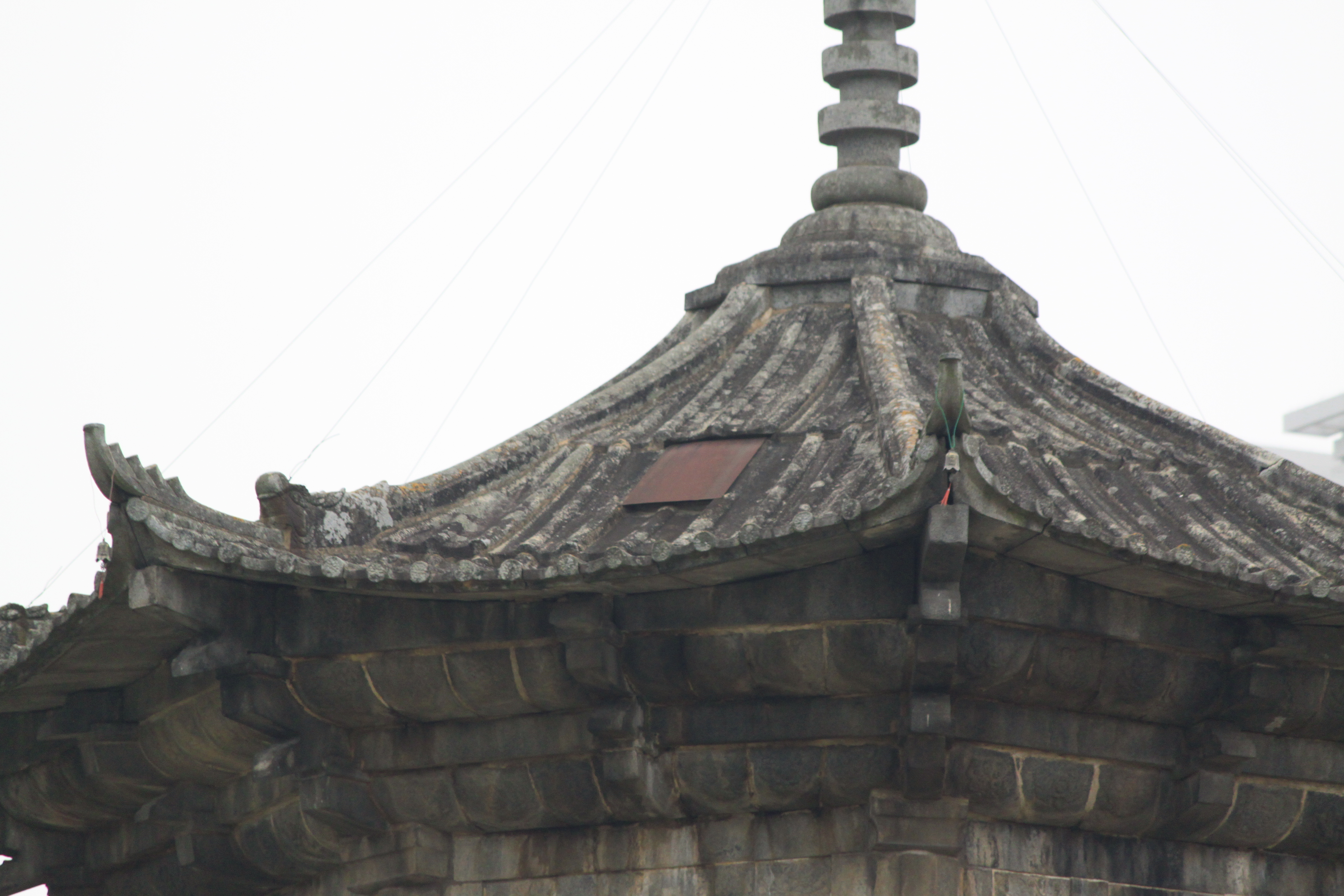
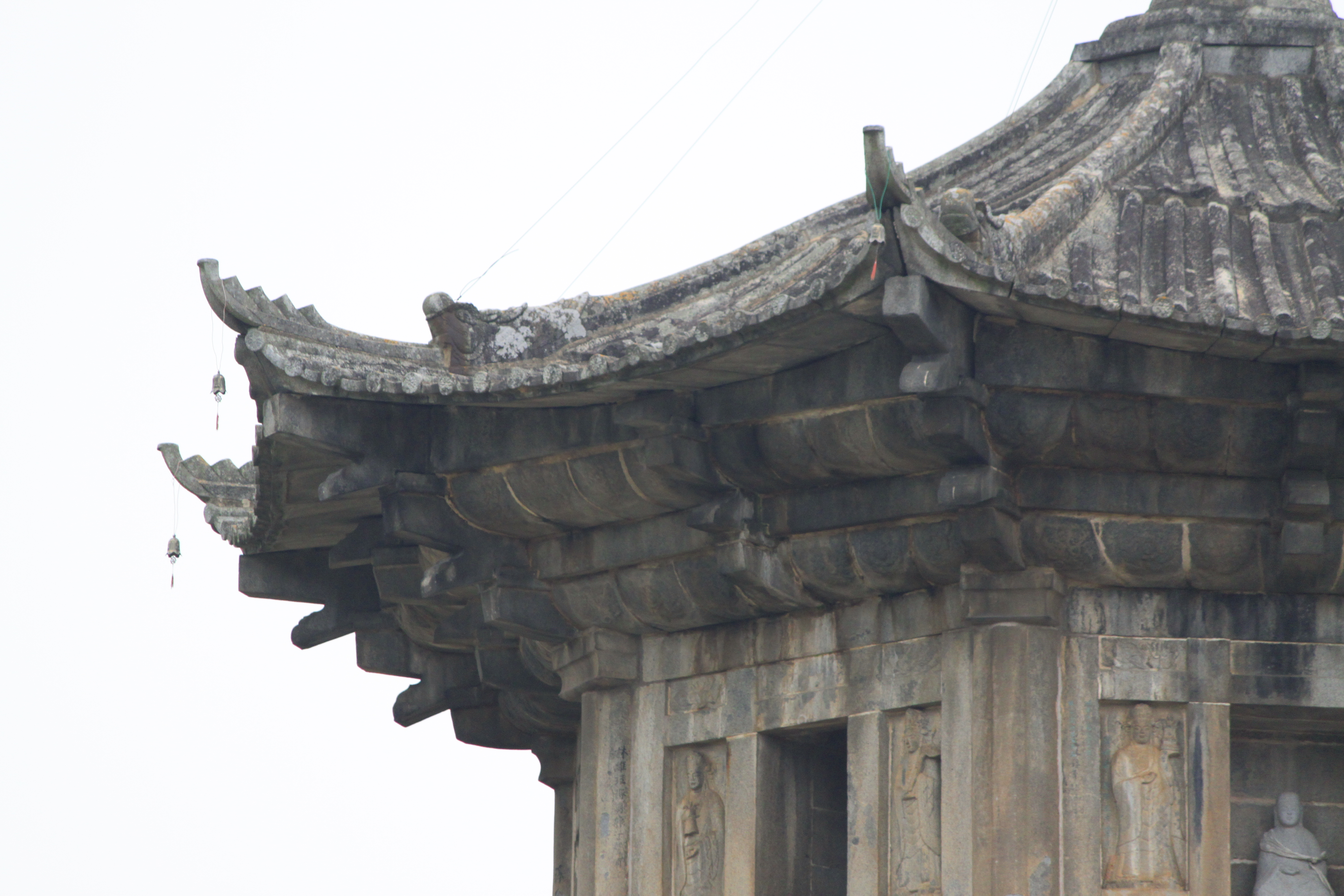
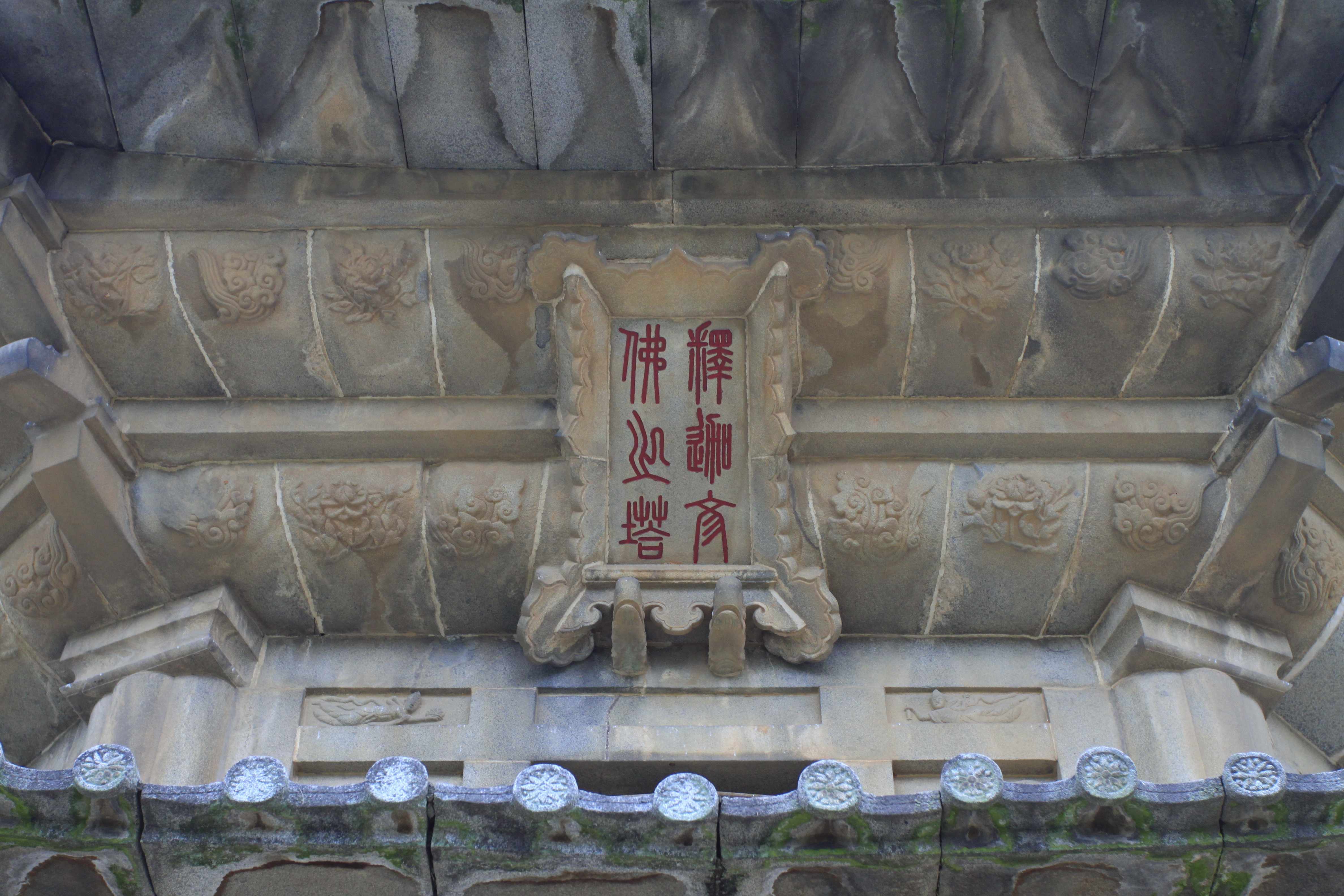
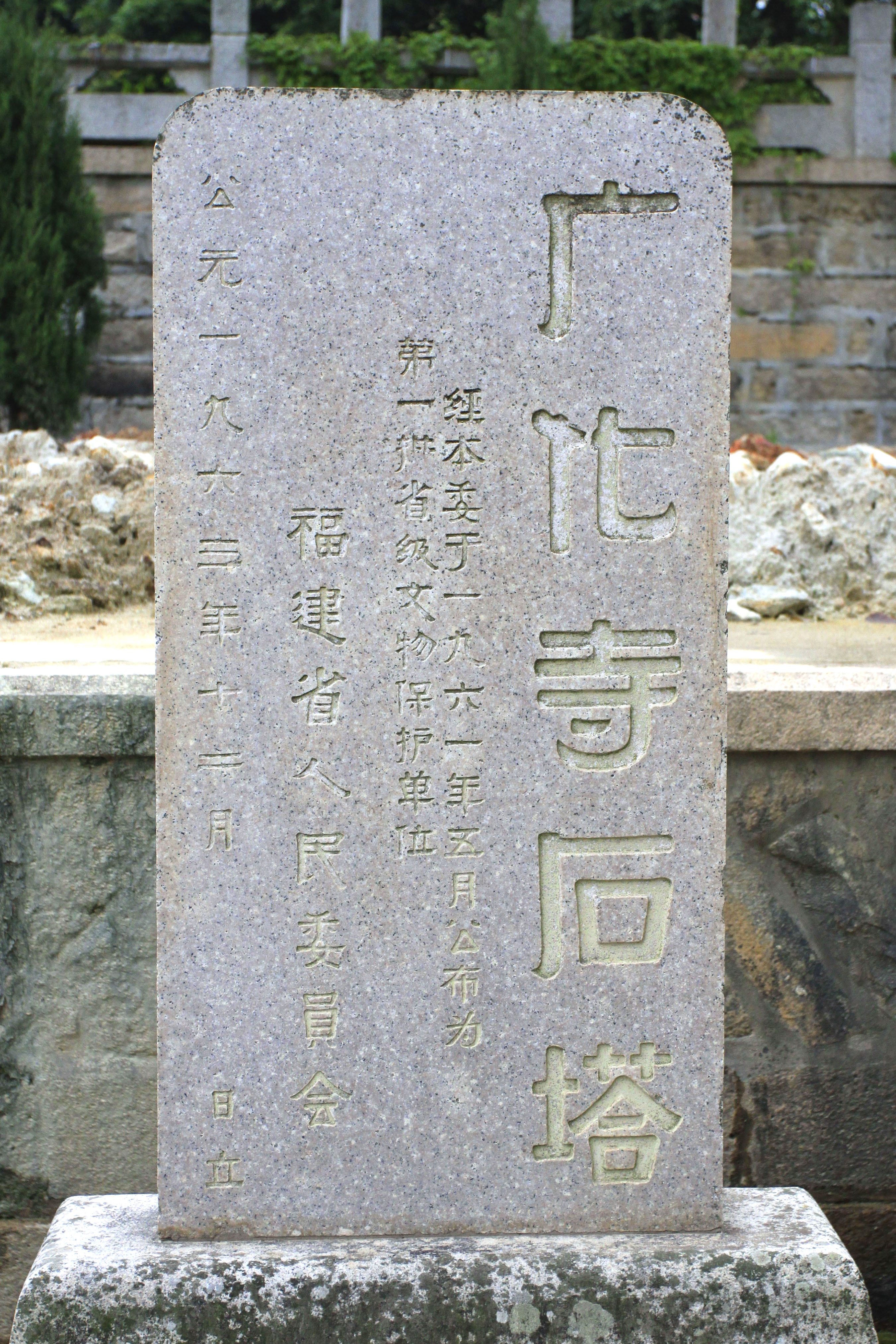
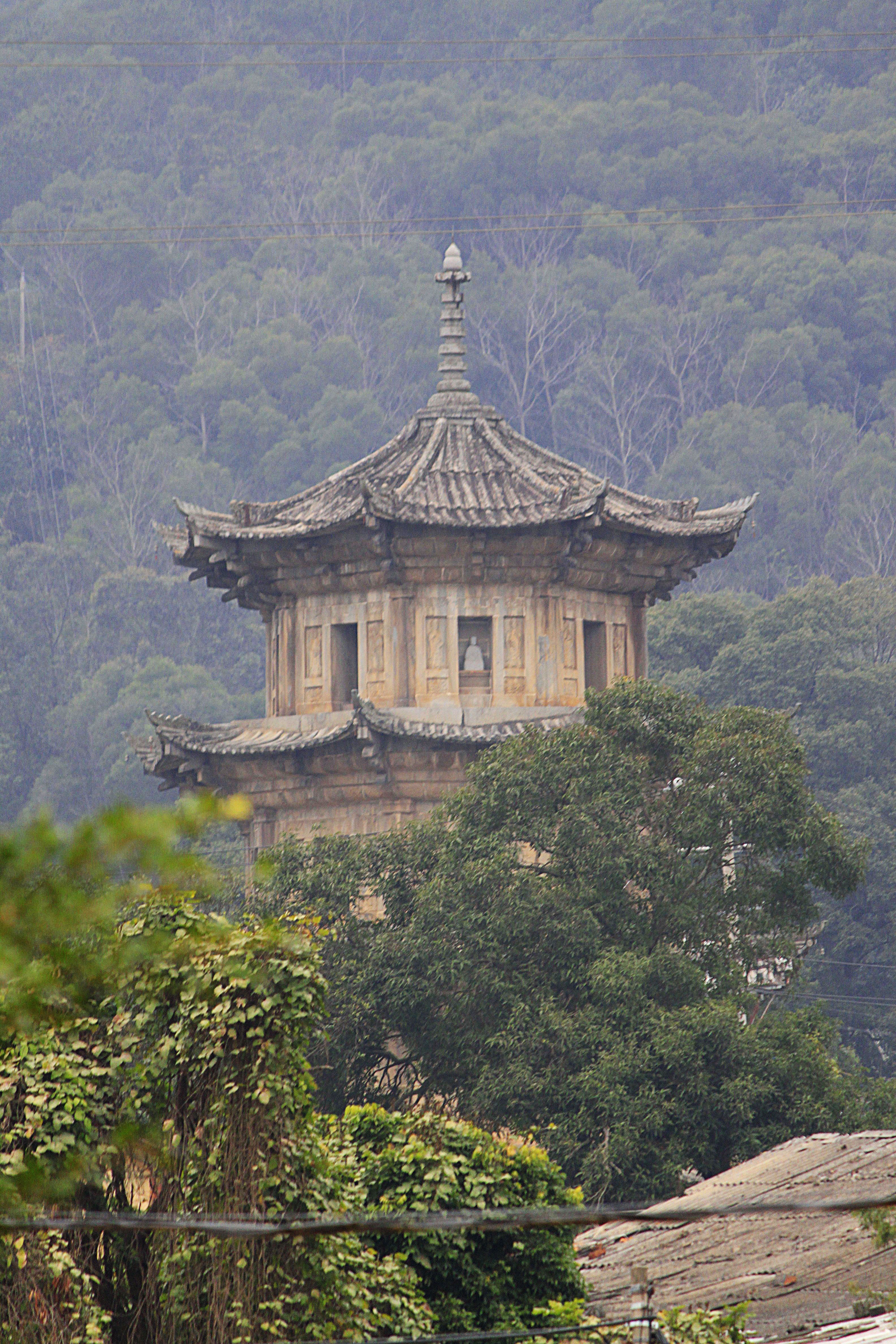